# Broken Wings (Lied)
Broken Wings ist ein Lied von Mr. Mister aus dem Jahr 1985, das von Richard Page, Steve George und John Lang geschrieben wurde. Es erschien auf dem Album Welcome to the Real World.

## Geschichte
Broken Wings wurde im Juni 1985 in den USA und Kanada, im Juli 1985 in Europa veröffentlicht und war ein Nummer-eins-Hit in den USA und Kanada. Es wurde 2004 von der amerikanischen Musikzeitschrift Blender in einer Liste der „schlechtesten Songs aller Zeiten“ auf Platz 19 gewählt.
Das Trio, welches den Song schrieb, wurde dazu durch Khalil Gibrans gleichnamiges Buch inspiriert. Das Intro beginnt mit einem Effekt, der von Becken gespielt wurde. Die Zeile „Take these broken wings and learn to fly again“ ist eine Anspielung auf den Beatles-Klassiker Blackbird aus dem Jahr 1968. Broken Wings dauert 5:42 Minuten, wurde mit Schlagzeug, Synthesizer und Bassgitarre gespielt; das Outtro ist durch Falsettgesang gekennzeichnet.

## Musikvideo
Beim Musikvideo führte Oley Sassone Regie. Es zeigt den Leadsänger Richard Page in einem Ford Thunderbird durch die Wüste fahrend und in der nächsten Szene in einer Kirche sitzend, als plötzlich ein Adler erscheint und von der Fensterbank zu ihm hinabfliegt. Für einen Moment tauschen der Adler und Page Blicke aus. Dieses Motiv kommt noch einige Male in dem Clip vor. Zudem sieht man in drei kurzen Szenen, wie ein Mann und eine Frau Tango tanzen, allerdings werden sie nur von der Hüfte abwärts gezeigt. Das Video wurde in schwarz-weiß gedreht.

## Chartplatzierungen
| ChartsChartplatzierungen       | Höchstplatzierung | Wochen |
| ------------------------------ | ----------------- | ------ |
| Deutschland (GfK)              | 8 (17 Wo.)        | 17     |
| Österreich (Ö3)                | 17 (12 Wo.)       | 12     |
| Schweiz (IFPI)                 | 4 (10 Wo.)        | 10     |
| Vereinigte Staaten (Billboard) | 1 (22 Wo.)        | 22     |
| Vereinigtes Königreich (OCC)   | 4 (13 Wo.)        | 13     |

| ChartsJahrescharts (1986)      | Platzierung |
| ------------------------------ | ----------- |
| Deutschland (GfK)              | 57          |
| Vereinigte Staaten (Billboard) | 5           |

## Auszeichnungen für Musikverkäufe
| Land/Region                  | Auszeichnungen für Musikverkäufe (Land/Region, Auszeichnung, Verkäufe) | Verkäufe |
| ---------------------------- | ---------------------------------------------------------------------- | -------- |
| Kanada (MC)                  | Gold                                                                   | 50.000   |
| Vereinigtes Königreich (BPI) | Gold                                                                   | 400.000  |
| Insgesamt                    | 2× Gold ·                                                              | 450.000  |

## Coverversionen
- 1986: Gloria Gaynor
- 1989: Mayte Garcia
- 1998: C-Block
- 2001: Inner Circle
- 2001: Tupac Shakur (Until the End of Time)
- 2001: Foxy Brown
- 2005: Rick Springfield
- 2006: Melanie Safka
- 2006: Clay Aiken
- 2007: Northern Kings
- 2009: Naturally 7
- 2013: Anubis Gate
- 2014: Nils Landgren